# Bād Āshīān
Bād Āshīān (persiska: باد آشیان) är en ort i Iran.   Den ligger i provinsen Khorasan, i den nordöstra delen av landet, 600 km öster om huvudstaden Teheran. Bād Āshīān ligger 1 600 meter över havet och antalet invånare är 251.
Terrängen runt Bād Āshīān är huvudsakligen kuperad, men söderut är den bergig. Terrängen runt Bād Āshīān sluttar norrut.Runt Bād Āshīān är det ganska glesbefolkat, med 29 invånare per kvadratkilometer. Närmaste större samhälle är Barāzq, 11,0 km nordost om Bād Āshīān. Omgivningarna runt Bād Āshīān är i huvudsak ett öppet busklandskap.